# Ibrahima Traoré (burkiński piłkarz)
Ibrahima Traoré (ur. 19 listopada 1967) – burkiński piłkarz grający na pozycji bramkarza.

## Kariera klubowa
W swojej karierze piłkarskiej Traoré grał w klubie Étoile Filante Wagadugu.

## Kariera reprezentacyjna
W reprezentacji Burkiny Faso Traoré zadebiutował w 1997 roku. W 1998 roku został powołany do kadry na Puchar Narodów Afryki 1998. Z Burkina Faso zajął na nim 4. miejsce i był rezerwowym bramkarzem dla Ibrahimy Diarry.